# Будівництво 565 і ВТТ
Будівництво 565 і ВТТ — підрозділ, що діяв в структурі управлінь промислового будівництва і виправно-трудових таборів СРСР.
Організований 14.07.51 ;

закритий 14.05.53 (перейменований в Баковський ВТТ ).
Підпорядкований: ГУЛПС (рос. Главпромстрой);

ГУЛАГ МЮ з 02.04.53.

Дислокація: м.Москва, Велика Ординка, 22 на 16.12.52;

м. Москва на 07.04.53.

## Історія
Постановою Радміну № 1032-518сс / оп від 31 березня 1951 на МВС покладалося будівництво об'єктів системи ППО навколо столиці, для чого в Москві організовувалося будівельне управління № 565 МВС.
Для виробництва робіт на будівництві № 565 організовувався ВТТ «1-ї категорії» на 20 тисяч ув'язнених, начальником табору став генерал-майор М.М.Мальцев. Тоді ж у складі Головпромбуду було створено Управління «В» (зі штатом у 30 осіб), а в складі ГУШОСДОР - Управління «А» (55 осіб) для будівництва доріг для системи ППО (що отримала умовне найменування «Беркут»). Для спорудження системи «Беркут» у військово-будівельні частини Головпромбуду передавалося 40 тисяч солдатів і офіцерів і близько 50 тисяч ув'язнених з інших підприємств і будов.
Управлінню будівництва № 565 було надано будівлю по Великій Ординці, 22/2 (колись Маріїнське єпархіальне жіноче училище), з виселенням розміщуваної там школи ФЗУ кравців Мосміськпромради, Московського художньо-промислового училища імені Калініна Роспромради і 15 сімей мешканців. Проведення ремонту будівлі доручалося будуправлінню №560 (створеному ще в 1946-му як ВТТ Спецбуд). До середини 1990-х тут як і раніше містилися Федеральне управління спеціального будівництва при Уряді РФ, Спецстройбанк і т. п. структури.
У віданні СУ 565 в 1952-1953 рр. знаходилися ВТТ: «АШ», «БЖ», «ВЧ», «ГА», «ГБ», «ДТ», «ДЮ», «ЕЩ», «ЕЯ», «РК», «ЖР», «ИН» , «КА» , з 12.12.51 - Кур'янівський ВТТ.

## ВТТ у складі Управління Будівництва №565 на початок 1952р.
| ВТТ      | БМУ        | Час існування       | Адреса                                                  | Чисельність з/к           |
| -------- | ---------- | ------------------- | ------------------------------------------------------- | ------------------------- |
| ВТТ «АШ» | СМУ 47     | 15.01.52 - 29.04.53 | м.Дмитров Московської обл.                              | 04.52 - 4661              |
| ВТТ «БЖ» | СМУ 41     | 15.01.52 - 29.04.53 | ст.Шарапова Охота Московсько-Курської залізниці, п/я 23 | 01.03.52 - 5040           |
| ВТТ «ВЧ» | СМУ 42     | 15.01.52 - 17.12.52 | м.Міхнєво Московської обл., п/я 24                      | 15.04.52 - 6022           |
| ВТТ «ГА» | СМУ 43     | 15.01.52 - 29.04.53 | м.Раменське Московської обл., п/я 25                    | 25.05.52 - 4656           |
| ВТТ «ГБ» | СМУ 48     | 15.01.52 - 03.02.53 | м.Клин Московської обл., п/я 30                         | 21.02.52 - 3890           |
| ВТТ «ДТ» | СМУ 51     | 15.01.52 - 29.04.53 | м.Наро-Фомінськ Московської обл., п/я 33                | 01.04.52 - 4274           |
| ВТТ «ДЮ» | СМУ 44     | 15.01.52 - 03.02.53 | ст.Фрязєво Московсько-Курської залізниці, п/я 26        | 04.52 - 4645              |
| ВТТ «ЕЩ» | СМУ 49     | 15.01.52 - 29.04.53 | м.Істра Московської обл., п/я 31                        | 01.04.52 - 4595           |
| ВТТ «ЕЯ» | ВТТ СМУ 46 | 15.01.52 - 29.04.53 | м.Загорськ Московської обл., п/я 28                     | 25.02.52 - 3972           |
| ВТТ «РК» | СМУ 45     | 15.01.52 - 17.12.52 | м.Ногінськ-Глухово Московської обл., п/я 27             | 01.04.52 - 5124           |
| ВТТ «ЖР» | СМУ 53     | 30.01.52 - 29.04.53 | Московська обл., Ногінський р-н, Макарово, п/я 35       | 25.06.52 намічено до 4000 |
| ВТТ «ИН» | СМУ 50     | 15.01.52 - 29.04.53 | ст.Тучково (Московська обл.), п/я 32                    | 21.02.52 - 3633           |
| ВТТ «КА» | СМУ 52     | 15.01.52 - 29.04.53 | м.Москва, 13-а Паркова, 13 (п/я 34)                     | -                         |

## Виконувані роботи
- роботи на 64-х будівельно-монтажних дільницях у Москві і Московській обл.,
- будівництво НДІ-20 МПЗЗ (Міністерство промисловості засобів зв'язку), НДІ-9, Інституту біофізики, підприємства п/я 1323, ГСПИ-12,
- будівництво в сел. Барвиха, будинки льотчиків (і з-ду № 82) в Тушино, бази підсобних підприємств в сел. Сокіл (передано з ліквідованого БУДІВНИЦТВА ТА ВТТ 560 с 15.11.52),
- будівництво спеціальних об'єктів в Орловській і Тамбовській обл., передане з БУДІВНИЦТВА 940 І ВТТ 07.01.52,
- будівництво ЛЕП, автомобільних шляхів і складів в Московській обл., кабельних мереж, підземні гірничі роботи,
- будівництво засобів маскування об'єктів системи «Беркут», житлових будинків в Ізмайлово, на Жовтневому полі (м. Москва) і в Тушино,
- будівництво шлакоблочного заводу в Каширі, житлових будинків в Кунцево, матеріально-технічної бази «Біла дача», розширення Тучковського комбінату,
- будівництво ЛЕП для Полотнянозаводського кар'єроуправління.

## Чисельністьз/к
- 01.11.51 — 10718,
- 01.12.51 — 20 444,
- 01.01.52 — 32589,
- 01.01.53 — 54566;
- 15.03.53 — 53 0002,
- 01.05.53 — 25000